# لیو یانگ (بازیکن فوتبال)
لیو یانگ (انگلیسی: Liu Yang؛ زادهٔ ۱۷ ژوئن ۱۹۹۵) بازیکن فوتبال اهل چین است.
وی همچنین در تیم‌های ملی فوتبال زیر ۲۳ سال و بزرگسالان چین بازی کرده‌است.